# إيس أتورني (أنمي)
إيس أتورني (باليابانية: 逆転裁判 ～その「真実」、異議あり！～، بالروماجي: Gyakuten Saiban: Sono "Shinjitsu", Igiari!) (بالإنجليزية: Ace Attorney) هو مسلسل أنمي ياباني تلفزيوني من إنتاج استوديو أيه-1 بكتشرز، ومن إخراج أيومو واتانابي وتأليف أتسوهيرو توميوكا، الأنمي مقتبس من سلسلة ألعاب الفيديو إيس أتورني. تم إنتاج الموسم الثاني من قبل استوديو كلوفر وركس، عرض في أكتوبر عام 2018 واستمر عرضه حتى 30 مارس عام 2019، وتكون من 47 حلقة.

## القصة
تدور أحداث القصة في عالم بديل حث تم تغيير نظام المحاكم إلى الحد الذي يجب أن تصل فيه المحاكمات التي تجري في المحاكم الابتدائية إلى حكم في غضون ثلاثة أيام. فينيكس رايت هو محامي دفاع مبتدئ، يرأس مكاتب المحاماة لشركة Wright & Co. ويقف للدفاع عن موكليه في المحكمة.

## الشخصيات
فينكس رايت (باليابانية: 成歩堂 龍一، بالروماجي: Naruhodō Ryūichi)
مؤدي الصوت: يوكي كاجي
ميلز إيدغيورث (باليابانية: 御剣 怜侍، بالروماجي: Mitsurugi Reiji)
مؤدي الصوت: ماساشي تاماكي
مايا فاي (باليابانية: 綾里 真宵، بالروماجي: Ayasato Mayoi)
مؤدية الصوت: آوي يوكي
ميا فاي (باليابانية: 綾里 千尋، بالروماجي: Ayasato Chihiro)
مؤدية الصوت: تشي ناكامورا
بيرل فاي (باليابانية: 綾里 春美، بالروماجي: Ayasato Harumi)
مؤدية الصوت: ميساكي كونو
ديك غامشو (باليابانية: 糸鋸 圭介، بالروماجي: Itonokogiri Keisuke)
مؤدية الصوت: ماسامي إيواساكي
فرانسيسكا فون كارما (باليابانية: 狩魔 冥، بالروماجي: Karuma Mei)
مؤدية الصوت: ساوري يوميبا
إيما سكاي (باليابانية: 宝月 茜، بالروماجي: Hōzuki Akane)
مؤدية الصوت: ساتومي هانامورا
القاضي (باليابانية: 裁判長، بالروماجي: Saibanchō)
مؤدي الصوت: كانيهيرا ياماموتو
أبولو جاستس (باليابانية: 王泥喜 法介، بالروماجي: Odoroki Hōsuke)
مؤدي الصوت: كوتارو أوغيوارا

## وصلات خارجية
- الموقع الرسمي (باليابانية)
- المحامي الأبرع: أعترض على تلك "الحقيقة"! على موقع IMDb (الإنجليزية)
- المحامي الأبرع: أعترض على تلك "الحقيقة"! على موقع فيلمافينيتي (الإسبانية)
- المحامي الأبرع: أعترض على تلك "الحقيقة"! على موقع كينوبويسك (الروسية)
- المحامي الأبرع: أعترض على تلك "الحقيقة"! على موقع ألو سيني (الفرنسية)
- المحامي الأبرع: أعترض على تلك "الحقيقة"! على موقع قاعدة بيانات الفيلم (الإنجليزية)
- المحامي الأبرع: أعترض على تلك "الحقيقة"! على موقع ANN anime (الإنجليزية)